# Liste der denkmalgeschützten Objekte in Graz/Wetzelsdorf
Die Liste der denkmalgeschützten Objekte in Graz/Wetzelsdorf enthält die 15 denkmalgeschützten, unbeweglichen Objekte des XV. Grazer Stadtbezirks Wetzelsdorf.

## Denkmäler
| Foto |                 | Denkmal | Standort                                             | Beschreibung | Metadaten |
| ---- | --------------- | --- | ---------------------------------------------------- | --- | --- |
| ja   | Datei hochladen | Prähistorische Siedlung St. Johann HERIS-ID: 44835 Objekt-ID: 45703                                                           | Am Buchkogel 1 Standort KG: Wetzelsdorf              | | BDA-Hist.: Q38011145 Status: Bescheid Stand der BDA-Liste: 2025-06-30 Name: Prähistorische Siedlung St. Johann GstNr.: 81/4, 84/1, 81/1, 84/2 |
| ja   | Datei hochladen | Ekkehard Hauer-Siedlung, Kienzl-Siedlung HERIS-ID: 46431 Objekt-ID: 48446                                                     | Ekkehard-Hauer-Straße 3-25 Standort KG: Wetzelsdorf  | Die Siedlung von Holzhäusern mit Gärten wurde von der Stadt Graz 1942/43 erbaut. | BDA-Hist.: Q38021503 Status: Bescheid Stand der BDA-Liste: 2025-06-30 Name: Ekkehard Hauer-Siedlung, Kienzl-Siedlung GstNr.: .806, .807, .808, .809, .810, .811, .812, .813, .814, .815, .816, .817, .818, .819, .820, .821, .822, .823, .824, .825, .826, .827, .828, .829, .830, .831, .832, .833, .834, .835 |
| ja   | Datei hochladen | Anlage Kath. Pfarrkirche und Pfarrzentrum HERIS-ID: 112417 Objekt-ID: 130596seit 2015                                         | Ekkehard-Hauer-Straße 28 Standort KG: Wetzelsdorf    | Kirche, Pfarrzentrum und Kindergarten wurden 1957–1959 von Karl Lebwohl erbaut. Die Kirche ist ein rechteckiger Bau mit Satteldach, das eine turmartige Erhöhung aufweist. Anmerkung: Bis 2014 war unter der ID 57093 nur die Kirche geschützt. | BDA-Hist.: Q1083931 Status: Bescheid Stand der BDA-Liste: 2025-06-30 Name: Anlage Kath. Pfarrkirche und Pfarrzentrum GstNr.: .1266 Christkönigskirche Graz |
| ja   | Datei hochladen | Persönlichkeitsdenkmal Ökonomierat Josef Wallner HERIS-ID: 110345 Objekt-ID: 128041                                           | Ekkehard-Hauer-Straße 33 Standort KG: Wetzelsdorf    | | BDA-Hist.: Q37818238 Status: § 2a Stand der BDA-Liste: 2025-06-30 Name: Persönlichkeitsdenkmal Ökonomierat Josef Wallner GstNr.: 1908 |
| ja   | Datei hochladen | Sog. Kaiserfeldschlössl HERIS-ID: 58467 Objekt-ID: 69140                                                                      | Erdbergweg 29 Standort KG: Wetzelsdorf               | Das sogenannte Kaiserfeldschlössl wurde vor der Mitte des 19. Jahrhunderts erbaut. | BDA-Hist.: Q38083606 Status: Bescheid Stand der BDA-Liste: 2025-06-30 Name: Sog. Kaiserfeldschlössl GstNr.: 241/5 |
| ja   | Datei hochladen | Sog. Lindenhaus oder Einödhof HERIS-ID: 58510 Objekt-ID: 69215                                                                | Erdbergweg 47 Standort KG: Wetzelsdorf               | Der Ansitz wurde 1619 erstmals genannt, 1683 und 1793 fanden Umbauten statt, die Fassade stammt größtenteils aus 1683, die Innenausstattung (insbesondere die Stukkaturen im Obergeschoß) aus 1793. Es hat ein Walmdach mit Gaupen, Pawlatschen im Inneren und klassizistische Fenstergitter. | BDA-Hist.: Q15825902 Status: Bescheid Stand der BDA-Liste: 2025-06-30 Name: Sog. Lindenhaus oder Einödhof GstNr.: .32, 214/1 |
| ja   | Datei hochladen | Ehem. Kapelle hl. Josef / heute Thomas v. Aquin im Julius Raab-Lehrlingsheim HERIS-ID: 51443 Objekt-ID: 57092                 | bei Grottenhofstraße 5 Standort KG: Wetzelsdorf      | Der zentralraumartige Bau mit Hängedach entstand wie die gesamte Anlage des Lehrlingsheims in den Jahren 1956/57. | BDA-Hist.: Q38045251 Status: Bescheid Stand der BDA-Liste: 2025-06-30 Name: Ehem. Kapelle hl. Josef/heute Thomas v. Aquin im Julius Raab-Lehrlingsheim GstNr.: 470/164 |
| ja   | Datei hochladen | Sog. Feliferhof, Handgranatenwurfstand HERIS-ID: 105285 Objekt-ID: 122254                                                     | Hofstättenweg 14 Standort KG: Wetzelsdorf            | Auf dem Gelände der Schießstätte Feliferhof (heute Belgier-Kaserne) wurden, insbesondere während der letzten Wochen des Zweiten Weltkriegs, Deserteure, Kriegsgefangene und Zivilisten hingerichtet und in Massengräbern verscharrt. 140 Männer und zwei Frauen wurden nach Kriegsende von den Sowjets exhumiert und auf den Zentralfriedhof umgebettet. 1967 gestaltete der Grazer Maler August Raidl dort eine Stele mit Mosaikbildern (Lage). Die Schießstätte wird von Bundesheer und Polizei genutzt und ist nicht öffentlich zugänglich.                       | BDA-Hist.: Q64512533 Status: Bescheid Stand der BDA-Liste: 2025-06-30 Name: Sog. Feliferhof, Handgranatenwurfstand GstNr.: 72 |
| ja   | Datei hochladen | Villenanlage Posch HERIS-ID: 51445 Objekt-ID: 57094                                                                           | Krottendorfer Straße 26 Standort KG: Wetzelsdorf     | Die sezessionistische Villenanlage mit reicher Fassadenstuckzier wurde in den Jahren 1900 bis 1905 erbaut. | BDA-Hist.: Q38045259 Status: Bescheid Stand der BDA-Liste: 2025-06-30 Name: Villenanlage Posch GstNr.: .60/1, 271/1, 272/1 |
| ja   | Datei hochladen | Sog. Zarenvilla mit Pavillon HERIS-ID: 58694 Objekt-ID: 69472                                                                 | Krottendorfer Straße 30 Standort KG: Wetzelsdorf     | | BDA-Hist.: Q38084500 Status: Bescheid Stand der BDA-Liste: 2025-06-30 Name: Sog. Zarenvilla mit Pavillon GstNr.: .173, 268/4 |
| ja   | Datei hochladen | Anlage Land- und forstwirtschaftliche Fachschule Grottenhof, ehem. Alt-Grottenhof HERIS-ID: 113788 Objekt-ID: 132163seit 2021 | Krottendorfer Straße 106 Standort KG: Wetzelsdorf    | Der ehemalige Krottenhof oder Grottenhof ist ein weitläufiger Gebäudekomplex (einzelne Teile siehe unter „Ehemalige Denkmäler“). Der Kern des Gebäudeblocks stammt aus dem 16. Jahrhundert, wurde aber in den 1780ern grundlegend umgebaut. Insbesondere das Aussehen des ehemaligen Herrenhauses mit Walmdach und Fassade im Plattenstil stammt aus dem späten 18. Jahrhundert. Seit den 1870ern ist hier die Landwirtschaftliche Fachschule Grottenhof untergebracht. Anmerkung: 2021 erfolgte Zusammenfassung von fünf Schutzobjekten (siehe ehemalige Denkmäler) | BDA-Hist.: Q1790056 Status: Bescheid Stand der BDA-Liste: 2025-06-30 Name: Anlage Land- und forstwirtschaftliche Fachschule Grottenhof, ehem. Alt-Grottenhof GstNr.: 99/1, 99/2 Krottenhof (Graz) |
| ja   | Datei hochladen | Kath. Filialkirche, hll. Johann und Paul HERIS-ID: 46810 Objekt-ID: 49025                                                     | neben St.-Johann-und-Paul 1 Standort KG: Wetzelsdorf | Die kleine Wallfahrtskirche auf einer Hügelkuppe ist ein Bau der Spätrenaissance und wurde zwischen 1589 und 1594 anstelle einer älteren Kirche erbaut. Sie hat einen hölzernen Dachreiter, die Deckenfresken im Inneren stammen von Bartolomeo Altomonte. | BDA-Hist.: Q2319160 Status: Bescheid Stand der BDA-Liste: 2025-06-30 Name: Kath. Filialkirche, hll. Johann und Paul GstNr.: 84/2 St. Johann und Paul, Graz |
| ja   | Datei hochladen | Kriegerkapelle HERIS-ID: 51451 Objekt-ID: 57101                                                                               | bei Steinbergstraße 9 Standort KG: Wetzelsdorf       | Der kleine quadratische Bau mit Apsis und Glockengiebelreiter wurde in der zweiten Hälfte des 17. Jahrhunderts erbaut und 1958 zur Kriegerkapelle umgewidmet. | BDA-Hist.: Q15824430 Status: § 2a Stand der BDA-Liste: 2025-06-30 Name: Kriegerkapelle GstNr.: 332/5 |
| ja   | Datei hochladen | Belgierkaserne und Korpsspital HERIS-ID: 102348 Objekt-ID: 118741                                                             | Straßganger Straße 171 Standort KG: Wetzelsdorf      | Der Kasernenkomplex stammt aus den Jahren 1939/40. | BDA-Hist.: Q815480 Status: § 2a Stand der BDA-Liste: 2025-06-30 Name: Belgierkaserne und Korpsspital GstNr.: .702 Belgier-Kaserne, Wetzelsdorf |
| ja   | Datei hochladen | Friedhof israelitisch HERIS-ID: 99067 Objekt-ID: 115086                                                                       | Wetzelsdorfer Straße 33 Standort KG: Wetzelsdorf     | Der Friedhof wurde 1864/65 gegründet und ist die Hauptbegräbnisstätte der Israelitischen Kultusgemeinde in Graz. | BDA-Hist.: Q1716679 Status: § 2a Stand der BDA-Liste: 2025-06-30 Name: Friedhof israelitisch GstNr.: 667/2 Jewish cemetery in Wetzelsdorf |

## Ehemalige Denkmäler
| Foto |                 | Denkmal | Standort                                              | Beschreibung | Metadaten |
| ---- | --------------- | --- | ----------------------------------------------------- | --- | --- |
| ja   | Datei hochladen | Herrenhaus des ehem. Ansitzes Krottenstein HERIS-ID: 113781 Objekt-ID: 132152von 2020 bis 2020                                | Krottendorfer Straße 106 Standort KG: Wetzelsdorf     | Anmerkung: Kein Abgang, sondern andere Fassung des Schutzobjekts: nunmehr mit dem Wirtschaftsgebäude und dem Schulgebäude zu einem Objekt zusammengefasst. War zudem bis 2019 gemeinsam mit dem Wirtschaftsgebäude unter der ID 57099 geschützt. | BDA-Hist.: Q106705108 Status: Bescheid Stand der BDA-Liste: 2020-02-29 Name: Herrenhaus des ehem. Ansitzes Krottenstein GstNr.: 99/3 Krottenhof (Graz)                  |
| ja   | Datei hochladen | Wirtschaftsgebäude des ehem. Ansitzes Krottenstein HERIS-ID: 113782 Objekt-ID: 132153von 2020 bis 2020                        | Krottendorfer Straße 108 Standort KG: Wetzelsdorf     | Anmerkung: Kein Abgang, sondern andere Fassung des Schutzobjekts: nunmehr mit dem Herrenhaus und dem Schulgebäude zu einem Objekt zusammengefasst. War zudem bis 2019 gemeinsam mit dem Herrenhaus unter der ID 57099 geschützt.                 | BDA-Hist.: Q106705110 Status: Bescheid Stand der BDA-Liste: 2020-02-29 Name: Wirtschaftsgebäude des ehem. Ansitzes Krottenstein GstNr.: 99/1 Krottenhof (Graz)          |
| ja   | Datei hochladen | Land- und forstwirtschaftliche Fachschule Alt-Grottenhof HERIS-ID: 110352 Objekt-ID: 128048bis 2020                           | Krottendorfer Straße 110 Standort KG: Wetzelsdorf     | Anmerkung: Kein Abgang, sondern andere Fassung des Schutzobjekts: nunmehr mit dem Herrenhaus und dem Wirtschaftsgebäude zu einem Objekt zusammengefasst                                                                                          | BDA-Hist.: Q37818272 Status: § 2a Stand der BDA-Liste: 2020-02-29 Name: Land- und forstwirtschaftliche Fachschule Alt-Grottenhof GstNr.: 99/2                           |
| ja   | Datei hochladen | Verwaltungsgebäude, Fachabteilung C des Amtes der Steiermärkischen Landesregierung HERIS-ID: 110353 Objekt-ID: 128049bis 2020 | Krottendorfer Straße 112 Standort KG: Wetzelsdorf     | Anmerkung: Kein Abgang, sondern andere Fassung des Schutzobjekts: nunmehr Teil des Objekts Anlage Alt-Grottenhof | BDA-Hist.: Q37818290 Status: § 2a Stand der BDA-Liste: 2020-02-29 Name: Verwaltungsgebäude, Fachabteilung C des Amtes der Steiermärkischen Landesregierung GstNr.: 99/3 |
| ja   | Datei hochladen | Kellerstöckl HERIS-ID: 110354 Objekt-ID: 128050bis 2020                                                                       | bei Krottendorfer Straße 112 Standort KG: Wetzelsdorf | Anmerkung: kein Abgang, sondern andere Fassung des Schutzobjekts: nunmehr Teil des Objekts Anlage Alt-Grottenhof | BDA-Hist.: Q37818323 Status: § 2a Stand der BDA-Liste: 2020-02-29 Name: Kellerstöckl GstNr.: 93/2 Kellerstöckl bei Krottendorfer Straße 112                             |